# Türingia történelme
Türingia a német történelem során az egyik legtagoltabb államalakulat volt a Német-római Birodalomban. Viharos történelme során volt kora középkori nagyhatalom, majd széttöredezése után területének legnagyobb része szász uralom alá került.

## A Türingiai Hercegség időszaka

### Türingia felemelkedése és bukása a kora középkorban
Türingia népe először a 4. században tűnik fel római forrásokban toringi néven. A terület első germán lakói ekkoriban a Weser forrásvidékén éltek, és a germánok folyamatos népmozgásai során fokozatosan összeolvadtak az északról érkező germán törzsekkel, köztük anglikkal is.
Nagy Theodorik germán vezérnek sikerült megnyernie a türingiai vidékek lakóinak szövetségét a frank terjeszkedés ellen. A szövetséget Theodorik azzal pecsételte meg, hogy unokahugát, Amalabergát, feleségül adta Hermanafried vezérhez.
Hermanafried hatalma ekkoriban északi és nyugati irányban jóval túlterjedt a mai Türingia területén. Az időszakban türingiai harcosok egészen a Dunáig nyomultak, 531–532-ben azonban döntő vereséget szenvedtek az előrenyomuló szászokkal és frankokkal szemben. A vereséget szenvedett állam egy kisebb területre szorult, melyet a győztes frankok jelöltek ki nekik államul.
725-ben a frankok megbízásából érkezett Szent Bonifác az országba, aki Erfurtban templomot építtetett, és kereszténységre térítette Türingia népét. Jelentős hatással volt az ország politikai fejlődésére a Mainzi főegyházmegye megalapítása, amelynek befolyási körzetébe tartozott Türingia is.
A hercegség alkotmányát feltehetőleg már Nagy Károly idejében bevezették. A Keleti Frank Királyságban, úgy mint később a német királyságok uralma alatt Türingia a szász királyok uralma alá helyeztetett. Amikor a szász dinasztia foglalta el a Német-római Birodalom uralkodói székét, Türingia ismét központi szerephez jutott.

### A középkor Türingiában
Az első befolyásos uralkodócsalád a térségben a Majnai-Frankföld vidékről bevándorolt Ludowing család volt. A dinasztiaalapító uralkodó I. (Szakállas) Lajos volt, aki házasodás révén szerezte türingiai területeit. Friedrichroda környékén hamarosan megépíttette Schauenburg várát. Lajos azonos nevű fia köré gazdag mondavilág szövődött, noha az ifjú ezekben a történetekben nem éppen pozitív hősként tűnik fel. Az ifjú Lajos állítólag részt vett például a szász gróf, III. Frigyes meggyilkolásában, majd feleségül vette annak feleségét, Adelheidot, így szerezve meg a Gosecki Grófság javadalmait.
Az ifjú Lajos a gergelyi egyházreform támogatójaként harcolt IV. Henrik és V. Henrik császárok ellen is. Utóbbi a giebichensteini csatában bekerítette a türingiai uralkodót, aki azonban a legenda szerint egy bátor ugrással a Saale folyóba el tudott menekülni a császár elől. Innen kapta Lajos az utónevét; Ugró Lajos (Ludwig der Springer). Mindezt azonban történelmi források nem erősítik meg. A tények azt mutatják, hogy Lajost fiai váltották ki egy fogolycsere keretein belül a császár fogságából.
1073-ban Lajos megszerezte a Wartberget Eisenach közelében, ahol megkezdte Wartburg várának építését. A vár a későbbi királyi hatalom alapja lett. Lajos 1123-ban fejezte be vad és kalandos életét szerzetesként egy általa alapított kolostorban Reinhardsbrunn mellett.

### Béke a Birodalommal és a hercegi hatalom megerősödése
Türingia csak Ugró Lajos szintén Lajos nevű fiának uralkodása alatt kötött ismét békét a Német-római Birodalommal. Az új uralkodó 1130-ban megkapta a supplinburgi Konrád német királytól a türingiai tartománygrófi méltóságot. A hercegi rangra emelkedés ugyan hivatalosan kiemelte Lajost a többi türingiai gróf közül, az ifjú uralkodónak mégis erőszakkal kellett kiharcolnia hatalmát.
A monda szerint az ifjú uralkodó eltévedt a hazaúton, és egy fegyverkovács házában töltötte az éjszakát. A kovács a vas edzése során minden ütést a következő szavakkal kommentált: „Herceg, légy erős!”. A monda arra világít rá, hogy a nép szenvedett a kis türingiai uralkodók hatalmaskodásai alatt, és egy erős hercegi hatalomtól helyzetük javulását várták.
A „megacélosodott” Lajos herceg kinevezése után keményen küzdött a főurak hatalmaskodásai ellen. A tonnai grófokat egyenesen lefejeztette hűtlenségük miatt. Természetesen a küzdelmek során a hercegi hatalom megerősítéséről volt szó. A lefejezettek ugyanis a mainzi érseki udvar bizalmasai voltak, akik a hercegi hatalom helyett inkább a Staufokat, a császári családot támogatták.
II. (Vas) Lajos (Ludwig der Eiserne) a későbbiek során házasság révén megszerezte a kicsiny Hesseni Hercegséget is a Weser felső folyásánál. Fiának, III. Lajosnak azonban küzdenie kellett a területekért a schwarzburgi és gleicheni grófokkal. III. Lajos Barbarossa Frigyes hű bizalmasainak köréhez tartozott, mely hűségéért Oroszlán Henrik szász király hatalomtól való megfosztása után adományul kapta a Kyffhäuser környéki grófságot is.
Amikor III. Lajos a keresztes hadjáratokból hazatérvén életét vesztette, bátyjára, I. Hermannra szállt a hatalom. Az új uralkodó a művészetek szerelmese volt. Udvarában virágzott a költészet, és ott alkotott Wolfram von Eschenbach, valamint egy rövid ideig Walther von der Vogelweide is. Állítólag I. Hermann wartburgi udvarában játszódott az ún. „énekesek háborúja” (Sängerkrieg), amely mondát Richard Wagner a Tannhäuserben dolgozta fel.
Hermann törekvése Türingia területének megnövelésére kudarcot vallott, de ezen a téren sikeresebb volt fia, IV. (Kegyes) Lajos, aki 16 évesen élte át apja halálát. Lovagi érdemeiért a császár kilátásba helyezte az új hercegnek a Lausitzi és Meißeni Hercegségeket, de a törekvés az uralkodó korai halála miatt nem vált valóra. Lajos 27 évesen lelte halálát azon a hajón, mely II. Frigyest kísérte a keresztes hadjáratba. A herceg halála a császárt is mélyen érintette, és megparancsolta, hogy a keresztes sereg forduljon vissza, amely rendelkezéséért a pápa kiátkozással fenyegette meg.

#### Magyar vonatkozások
IV. Lajos felesége II. András magyar király leánya, Erzsébet volt, aki még gyermekként érkezett Wartburg várába. A frigy megkötésekor a lány 15 éves volt. A magyar hercegnő nagy népszerűségnek örvendett a türingiaiak között, azonban férje halála után Raspe Henrik foglalta el a trónt, aki elvette Erzsébettől a Lajostól származó özvegyi javakat. A magyar hercegnőt Raspe Henrik el is űzte udvarából, előbbi pedig nagybátyjánál, a bambergi püspöknél talált menedéket gyermekeivel együtt. 1231-ig a hercegnő egy kolostorban gyógyított, illetve maga is alapított egy kórházat a Lahn folyó menti Marburgban. A hercegnőt halála után négy évvel szentté avatták.

### Henrik herceg uralkodása
Raspe Henrik megpróbálta hatalmát birodalmi szintre emelni. Ennek elemeként birodalmi kormányzóként (Reichsverweser) is tevékenykedett Konrád császár udvarában. Nemsokára azonban a pápa oldalára pártolt. 1246-ban, amikor Henriket ellenkirállyá választották, a herceg elérte hatalmának csúcsát. Később egy pápai pénzekből felállított sereg élén még Konrád császár felett is győzelmet aratott Frankfurt mellett, néhány hónappal a csata után azonban meghalt.
Henrik örökösei között vita tört ki a hercegi cím és a földek öröklése kapcsán, melynek eredményeként a türingiai földek a szász Wettin család birtokába kerültek. Türingia a modern időkig a szász uralkodók kormányzása alatt maradt.

## A szász hercegek uralma Türingiában

### Türingia egységesítési törekvéseinek meghiúsulása
Türingia a Henrik uralkodását követő trónharcok eredményeként a német területek egyik legszétszabdaltabb tartományává vált. A harcok a trón örökösei között 1247 és 1264 között zajlottak, és Türingia három részre osztásával végződtek. A Wettin családból származó Henrik, Jutta hercegnő gyermeke a Meißen körüli területek, Türingia és a szász választófejedelemség ura lett. Jutta második házasságából származó gyermek, Poppo von Henneberg fia, Hermann a schmalkadeni területeket kapta meg, míg Zsófia, Szt. Erzsébet leánya, kiharcolta saját gyermekének, Henriknek a hesseni területek feletti uralmat, valamint a hercegi címet.
A Ludowing családnak nem sikerült tehát egy egységes Türingia megvalósítása, nem sikerült ez a Wettin családnak sem. A folyamatosan ismétlődő örökségfelosztások következtében Türingia egysége a 20. századig nem valósult meg, és a térképen tarka szőnyegként feltűnő apró hercegségek urai foggal körömmel küzdöttek államaik szuverenitásáért, ezzel egy egységes Türingia ellen.
1440-ben kihalt a Wettin család türingiai ága. Az utolsó uralkodó Együgyű Frigyes volt, akinek birtokai halálával a meißeni hercegekre szálltak. Utóbbiak időközben megkapták a szász választói jogot. II. Frigyes választófejedelem és III. Vilmos herceg között véres testvérháború tört ki, amelynek eredménye az volt, hogy Vilmos helyzete megerősödött Türingiában. Weimari központjából próbálta meg Türingiát egyesíteni, azonban törekvései a próba szintjén rekedtek meg, egyúttal ez volt az utolsó kísérlet a tartomány egyesítésére. 1485-ben Vilmos szász unokatestvérei, Ernest és Albrecht végleg felosztották Türingiát Lipcsében. A nagyobbik, déli rész a Szász Választófejedelemséghez, az északi pedig a Szász Hercegséghez került.

## A reformáció kora
Ernst, azaz Jenő herceg fia, III. (Bölcs) Frigyes szász választófejedelem menedéket nyújtott Luther Mártonnak Wartburg várában. Frigyes volt az, aki az Ágoston-rendi szerzetest meghívta az általa korábban alapított Wittenbergi Egyetemre előadásokat tartani. A szerzetes itt fogalmazta meg 95 pontból álló tézisrendszerét, mellyel útjára indította a reformációt.
A türingiai területeken tevékenykedett a népi radikális Münzer Tamás is, a tartomány északi részén található Mühlhausenben rendezve be központját.

## Türingia további tagolódása
Míg a szász területeken a primogenitúra bevezetése megakadályozta az ország részekre szakadását, a Türingiában érvényes öröklési rend szinte megállíthatatlanul darabolta fel az országot. Az ország két nagy nemesi családja, a Reußok és a Schwarzburgok kezében tovább aprózódott a türingiai föld. A 17. század végére a birtokviszonyok a tartományban a következőképpen alakultak: tíz Ernest-ági úr, kilenc Reuß-családbéli nemes, és három Schwarzburg nemesi családtag uralkodott a szétszabdalt, apró hercegségekben. Noha a kihaló nemesi ágakkal az aprózódás lelassult, 1918-ig, azaz a második császárság alatt Türingia a következő tartományokból állott
- Szász-Weimar-Eisenachi Nagyhercegség
- Szász-Coburg-Gotha Hercegségek
- Szászország-Meiningen
- Szászország-Altenburg
- Schwarzburg–Sondershauseni Fejedelemség
- Schwarzburg-Rudolstadt Fejedelemség
- ezenkívül a Reuß család fiatal és idős ágainak uradalmai

Ezeknek a miniállamoknak a Birodalomban már szinte semmilyen politikai szerepük nem volt. Még Napóleon sem foglalkozott azzal, hogy ezekkel az államokkal csináljon valamit.
Sokkal fontosabb azonban, hogy ezekben a miniállamokban virágzott a kultúra és a művészet! Kiemelkedő például a weimari Károly Ágost fejedelem tevékenysége, aki Goethét miniszterévé nevezte ki, és központi városában, Jénában rendezte be rezidenciáját, ahol egyetemet is alapított, és amelyet a német kultúra központjává tett.
Érdemes még megemlíteni az Ernst-ági uralkodók közül Bernhardot, Johann von Sachsen-Weimar nyolc fia közül a legfiatalabbat, aki a korszakban az egyetlen türingiai uralkodó volt, aki bele tudott szólni a nemzetközi politikába. Előbbi ugyanis a harmincéves háborúban II. Gusztáv Adolf svéd király oldalán kiűzte a császáriakat Szászországból. További terveinek 1639-es halála szabott gátat, melyet feltehetőleg egy mérgezés okozott.

### Erfurt városának különleges helyzete
Erfurt városa merőben eltérő fejlődésen ment keresztül a többi szász hercegséghez képest. A városnak sikerült olyan mértékben függetlenítenie magát a mainzi érsekség hatalmától, hogy még az evangélikus irányzatot is felvette. A harmincéves háború során Erfurtnak komoly lehetősége volt a szabad császári város cím megszerzésére svéd támogatással.
Ennek a törekvésnek a meghiúsulásával a Mainzi Választófejedelemség keményen lépett fel Erfurttal szemben. XIV. Lajos csapatainak támogatásával a katolikusok visszaállították hatalmukat a városban. Az 1803-as ún. Reichsdeputationshauptschluss keretein belül, amely egy rendelet volt a német töredezettség felszámolása érdekében, Erfurt városát Poroszországhoz csatolták. További porosz enklávét alkotott a későbbiekben, 1815, ill. 1866 után a Hennebergi vidék Schmalkalden környékén.

## Türingia a 20. században
1920-ban a türingiai államok a porosz kívánalmak ellenére létrehozták az egységes Türingia tartományt, Weimar központtal. Egyedül Coburg volt az a város, mely egy népszavazás eredményeként Bajorországhoz csatlakozott. Ez a döntés a türingiai területek 1945-ös szovjet megszállásával utólag is helyesnek bizonyult.
Türingia a 20. században még két közigazgatási reformot élt át. Az 1945-ös átalakításokat azonban visszaállították 1990-ben a német újraegyesülés során.